# Nasza Służba Królestwa
Nasza Służba Królestwa (ang. Our Kingdom Ministry) – miesięcznik wydawany przez Towarzystwo Strażnica, oficynę wydawniczą Świadków Jehowy do użytku wewnętrznego, który podawał wskazówki dotyczące działalności kaznodziejskiej Świadków Jehowy. Ukazywał od 1956 roku do końca 2015 roku. W 1956 roku zastąpił wcześniejsze periodyki o podobnej tematyce. Od stycznia 2016 roku w miejsce miesięcznika „Nasza Służba Królestwa” wydawany jest periodyk „Chrześcijańskie życie i służba – program zebrań” (do grudnia 2020 jako 8–stronicowy miesięcznik, a od stycznia 2021 roku jako 16–stronicowy dwumiesięcznik).

## Zawartość
Miesięcznik ten zawierał wskazówki dotyczące działalności kaznodziejskiej prowadzonej przez Świadków Jehowy. Omawiał metody głoszenia dobrej nowiny, w tym rozpoczynania i prowadzenia rozmów na tematy biblijne, proponowania publikacji Świadków Jehowy, czy np. prowadzenia tzw. studiów biblijnych.
„Nasza Służba Królestwa” zawierała także program trzech z pięciu cotygodniowych zebrań odbywających się w Salach Królestwa: zebrania służby, zborowego studium Biblii oraz teokratycznej szkoły służby kaznodziejskiej (co dwa miesiące także pytania powtórkowe do tego ostatniego zebrania).
Poza tym zamieszczane były w nim różne ogłoszenia organizacyjne (np. dotyczące kongresów, obchodów Wieczerzy Pańskiej, specjalnych kampanii rozpowszechniania zaproszeń na te zgromadzenia lub rozpowszechniania traktatów z serii Wiadomości Królestwa).
Artykuły w „Naszej Służbie Królestwa” poruszały także tematykę stylu życia zalecanego dla rodzin Świadków Jehowy, w tym kształtowania postaw i celów życiowych u ich dzieci.
Przez wiele lat publikowano także sprawozdania (dane statystyczne) z działalności kaznodziejskiej w danym kraju w jednym z ostatnich miesięcy, zastąpione później wybranymi, ciekawymi doniesieniami z tej działalności (Wiadomości teokratyczne, później: Ciekawe osiągnięcia w służbie). W wydaniach wrześniowych publikowano listy z Biura Oddziału. Zamieszczano też plan  zbiórek do służby polowej wraz z tematami, które były na nich omawiane. W językach, w których nie wychodził jeszcze Rocznik Świadków Jehowy, w miesięczniku ukazywały się tłumaczenia jego części.
Po wielkim kryzysie miesięcznik zachęcał pionierów do kontynuowania służby. W tym celu zamieścił nawet szczegółowy plan tzw. domu na kółkach (mobilnego domu, kampera) do samodzielnej budowy przez pionierów z całego świata.

## Historia, wydania
Miesięcznik „Nasza Służba Królestwa” ukazywał się pod tym tytułem od roku 1976; wcześniej periodyk nosił tytuł „Służba Królestwa” (1956–1975). Zastąpił on wcześniejsze periodyki o podobnej tematyce: „Biuletyn” (wydawany w latach 1919–1935), „Instruktor” (1935–1936), „Informator” (1936–1956).
Ukazywał się w 146 językach. Oprócz wydań drukowanych dostępne są również wydania w wersji elektronicznej (EPUB, PDF, MOBI, RTF oraz w plikach z tekstem transkrybowanym na wersje brajlowskie) na oficjalnej stronie Świadków Jehowy jw.org i na CD, zawarte w biblioteczce elektronicznej Watchtower Library, w Bibliotece Internetowej Strażnicy oraz wersje wizualne (DVD oraz online) w 8 językach migowych (część w kilku innych) oraz w darmowych aplikacjach dla urządzeń cyfrowych i stacjonarnych JW Library oraz JW Library Sign Language.
Od stycznia 2016 roku „Naszą Służbę Królestwa” zastąpił nowy 8–stronicowy miesięcznik „Chrześcijańskie życie i służba – program zebrań” (od stycznia 2021 roku jako 16–stronicowy dwumiesięcznik).

## Znaczenie
„Nasza Służba Królestwa” jest wymieniana, obok czasopisma „Strażnica Zwiastująca Królestwo Jehowy”, jako publikacja, której treść miała istotny wpływ na członków społeczności Świadków Jehowy. Ponieważ była omawiana na cotygodniowych zebraniach istotnie kształtowała poglądy członków społeczności zgodnie z naukami przekazywanymi od Ciała Kierowniczego Świadków Jehowy.
Wskazówki dotyczące działalności kaznodziejskiej, które zostały zamieszczone w „Informatorze” w wydaniu z maja 1946 roku, przyczyniły się do wzrostu liczby głosicieli w Polsce i wzmożenia ich aktywności po II wojnie światowej.

## Galeria

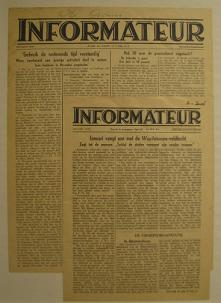
„Informator”– poprzednik „Naszej Służby Królestwa” (wydanie holenderskie)
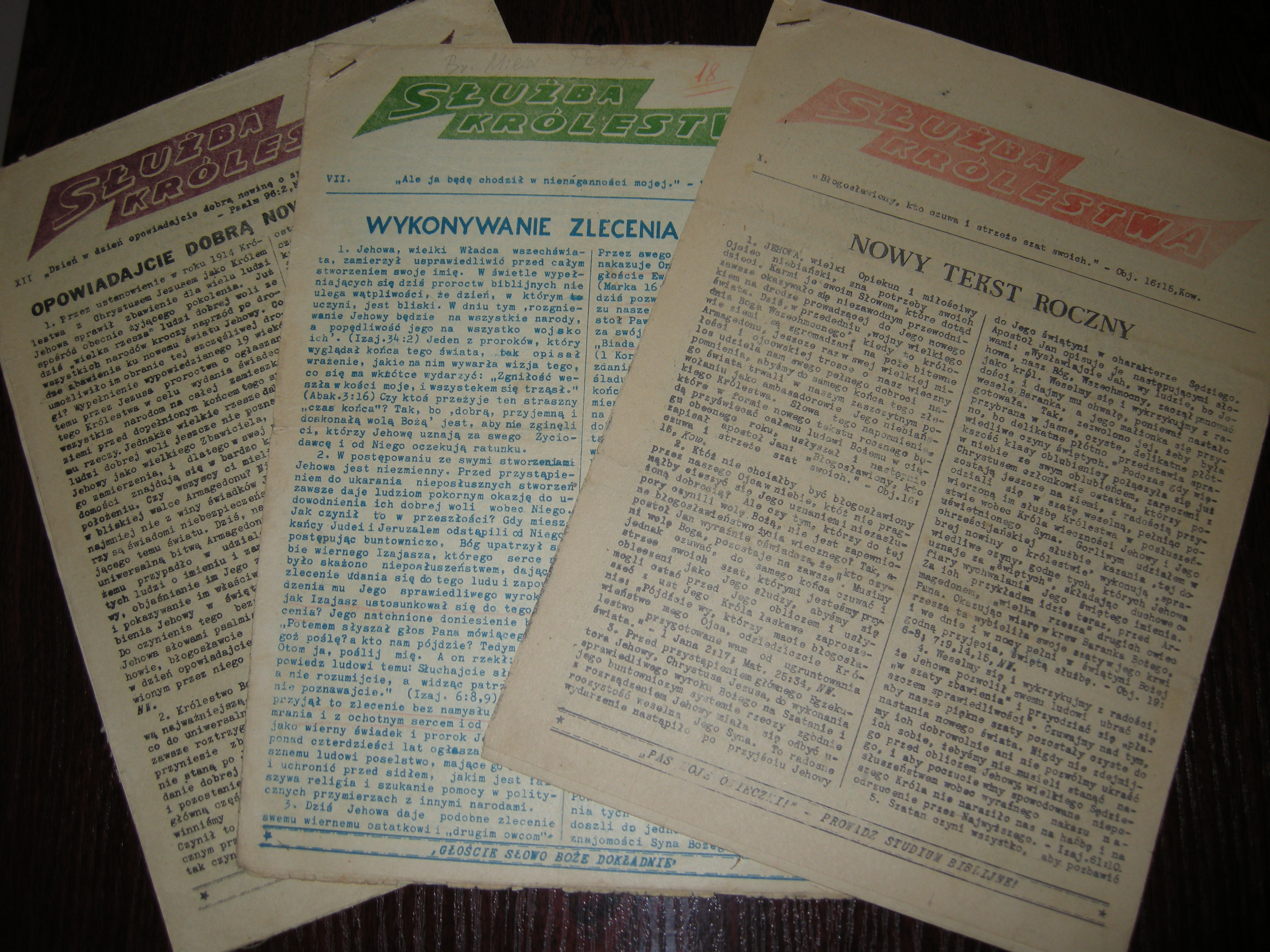
„Służba Królestwa” z lat 50. XX w. w języku polskim, wydawana w podziemiu
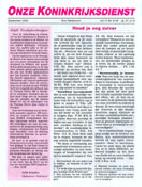
„Nasza Służba Królestwa” (wydanie holenderskie z listem z Biura Oddziału, 2010)